# Héroes de Chapultepec, Durango
Héroes de Chapultepec är en ort i Mexiko.   Den ligger i kommunen Cuencamé och delstaten Durango, i den centrala delen av landet, 700 km nordväst om huvudstaden Mexico City. Héroes de Chapultepec ligger 2 100 meter över havet och antalet invånare är 489.
Terrängen runt Héroes de Chapultepec är kuperad åt nordväst, men åt sydost är den platt. Runt Héroes de Chapultepec är det mycket glesbefolkat, med 5 invånare per kvadratkilometer. Det finns inga andra samhällen i närheten. Omgivningarna runt Héroes de Chapultepec är i huvudsak ett öppet busklandskap.